# Schizonycha kochi
Schizonycha kochi är en skalbaggsart som beskrevs av Clifford Hillhouse Pope 1960. Schizonycha kochi ingår i släktet Schizonycha och familjen Melolonthidae. Inga underarter finns listade i Catalogue of Life.